# The Fox (comics)
The Fox est une série secondaire de la revue Vampirella bien qu’initialement créée au #100 de la revue Creepy (août 1978) par Nicola Cuti (scénario) et Jose Ortiz (dessin) mais reprise immédiatement après par Luis Bermejo. L’une des originalités de cette série est de se situer sur deux périodes historiques différentes. La première se déroule dans la Chine des Song en 1121, la seconde a lieu au début du XXe siècle alors que l’impératrice Tseu-Hi règne sur le Céleste Empire.

## Les histoires
Nous sommes en 1122 sous la dynastie des Song et Ming Toi est une princesse royale un peu particulière dans la mesure où elle peut se transformer en renard. La première histoire s’apparente davantage à un conte avec une fin morale et un retournement. Toutefois, cette histoire de princesse dépossédée de son trône appelait immanquablement une suite. Celle-ci tardera à venir puisqu’elle interviendra près de 3 ans plus tard en avril 1981 dans la revue Vampirella. Recueillie par le bûcheron Zhao Shan, elle va mûrir, après de nouvelles aventures, sa vengeance.
Cette première série de trois histoires se poursuit avec la même héroïne mais en 1910. Nous sommes désormais à l’époque des concessions européennes, c’est là encore une période de délitement de l’empire. D’où la nécessité que la renarde puisse, un peu, rétablir le bon droit.

## Publications
Creepy
- #100 – Tale of a Fox -8 planches (Nicola Cuti et José Ortiz)

Vampirella
- #95 – sans titre -8 planches (Nicola Cuti et Luis Bermejo)
- #98 – sans titre -9 planches (Nicola Cuti et Luis Bermejo)
- #101 – Dynasty of Evil -9 planches (Nicola Cuti et Luis Bermejo)
- #102 – Night of the Devil Dogs -9 planches (Nicola Cuti et Luis Bermejo)
- #103 – Terror in the Tomb -10 planches (Nicola Cuti et Luis Bermejo)
- #104 – Jaded -6 planches (Nicola Cuti et Luis Bermejo)
- #106 – The Fox and the Deer -6 planches (Nicola Cuti et Luis Bermejo) (reprise d’un scenario de Charlton Comics)
- #108 – The Beast Lies Sleeping -9 planches (Nicola Cuti et Luis Bermejo)
- #112 – Shadows of the Mind -7 planches (Nicola Cuti et Luis Bermejo)

## Intérêt de la série
Outre sa superbe qualité de dessin, Luis Bermejo prend souvent le soin d’offrir à son lecteur un angle de vue tout à fait cinématographique. Nicola Cuti (1944) scénariste insuffisamment reconnu est tout à son aise. Plusieurs de ces histoires, bien que sanglantes ou vénéneuses sont en fait de véritables contes, si l’on se souvient que les contes de Perrault ou des frères Grimm peuvent aussi avoir une vraie violence que la tradition et les multiples adaptations ont fini par édulcorer.